# Gajchatu
Gajchatu (zm. 1295) – władca z dynastii Ilchanidów, panujący w latach 1291–1295.
Był drugim synem Arguna. Początkowo sprawował urząd gubernatora w Anatolii. Objął tron, w czasie kiedy jego starszy brat Mahmud Ghazan był zajęty walkami z Naruzem na wschodzie państwa Hulagidów. Polityka zagraniczna tego władcy skoncentrowana była na stosunkach z sułtanatem mameluków, którzy w 1291 zdobyli Akkę, ostatnią enklawę krzyżowców w Ziemi Świętej. Mamelucki sułtan Al-Aszraf Chalil zajął kilka twierdz: Bahanę, Marasz i Tall Hamdun na pograniczu syryjskim. Plany jego dalszej ekspansji kosztem Ilchanidów udaremniło jednak jego zamordowanie w grudniu 1293 roku przez spisek mameluckiej arystokracji. Najważniejszym wydarzeniem panowania Gajchatu była próba wprowadzenia papierowego pieniądza, która zakończyła się kompletnym fiaskiem. Pogorszyła ona i tak kiepską sytuację gospodarczą w państwie. Gajchatu w polityce wewnętrznej interesował się bardziej Anatolią, gdzie wcześniej był wielkorządcą niż Irakiem i Persją. Ilchan został zamordowany w wyniku zamachu stanu, w którym prawdopodobnie brał udział wnuk Hulagu – Bajdu (1295), który zastąpił go jako nowy władca.